# Odax acroptilus
Odax acroptilus is een straalvinnige vissensoort uit de familie van de botervissen en wijtingen (Odacidae). De wetenschappelijke naam van de soort is voor het eerst geldig gepubliceerd in 1846 door Richardson.